# 4284 Kaho
4284 Kaho eller 1988 FL3 är en asteroid i huvudbältet som upptäcktes den 16 mars 1988 av de båda japanska astronomerna Seiji Ueda och Hiroshi Kaneda i Kushiro. Den är uppkallad efter den japanske astronomen Shigeru Kaho.
Asteroiden har en diameter på ungefär 10 kilometer.